# 은콘디

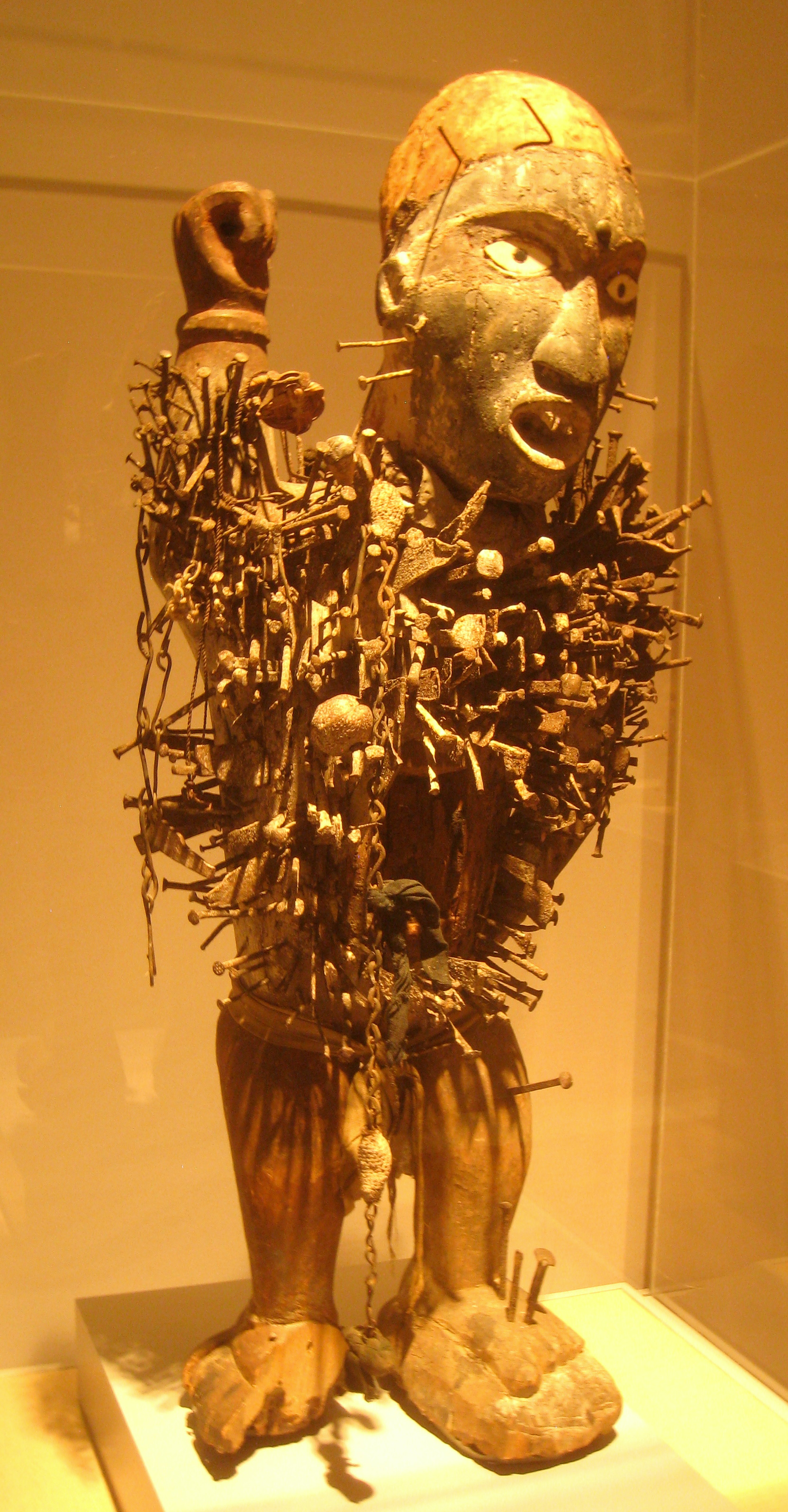
1880년에서 1920년 사이에 만들어진 은키시 은콘디.

은콘디(nkondi)는 콩고인들의 전통종교에서 만드는 우상이다. 콩고어에서 "-콘다"가 "사냥하다"라는 뜻이므로 "은콘디"는 "사냥꾼"이라는 뜻이다. 그 이름처럼 침입자나 적을 "사냥"해 물리친다고 여겨졌다.
은콘디의 주된 용도는 은키시라는 영(靈)이 머무는 집이다. 술자의 적을 해코지하는 것은 이 은키시이며 은키시는 자기 집인 은콘디에서 나와 표적을 추적해 사냥한다. 촌락 차원에서 은콘디를 만들어 단체로 침략자를 해치워 달라는 기원을 올리기도 한다.